# Faro de la playa de Capao da Canao
El Faro de la playa de Capao da Canoa ubicado sobre la playa Atlántida, Río Grande del Sur en Brasil. 
Todos los visitantes a la playa pueden apreciar el faro porque queda frente por frente a las costas atlánticas. En el 2000, el faro de la playa reemplazó al antiguo Faro de la plaza de Capao da Canoa ubicado actualmente con fines turísticos en la Plaza del Faro en el centro de Capao da Canoa.
Río Grande del Sur cuenta con 33 faros sobre la costa.